# Rejon stiepnowski
Rejon stiepnowski (ros.: Степновский район) – rejon w Kraju Stawropolskim w Rosji z siedzibą we wsi Stiepnoje.